# Jarosław Bieniuk
Jarosław Bieniuk (Danzica, 4 giugno 1979) è un ex calciatore polacco, di ruolo difensore.

## Biografia
La sua compagna era l'attrice e modella Anna Przybylska, morta a causa del cancro il 5 ottobre 2014. Ha tre figli: Szymon, Jan e Oliwia.

## Carriera

### Club
Debutta il 22 maggio 1999 con l'Amica Wronki.A gennaio del 2009 firma con l'Omonia, tuttavia due settimane dopo ci ripensa e firma con il Klub Sportowy Widzew Łódź.

### Nazionale
Tra il 2003 ed il 2009 ha totalizzato complessivamente 8 presenze ed una rete con la maglia della nazionale polacca.

## Palmarès

### Club

#### Competizioni nazionali
- Coppa di Polonia: 2

Amica Wronki: 1998-1999, 1999-2000